# Monte Puilasorsuit

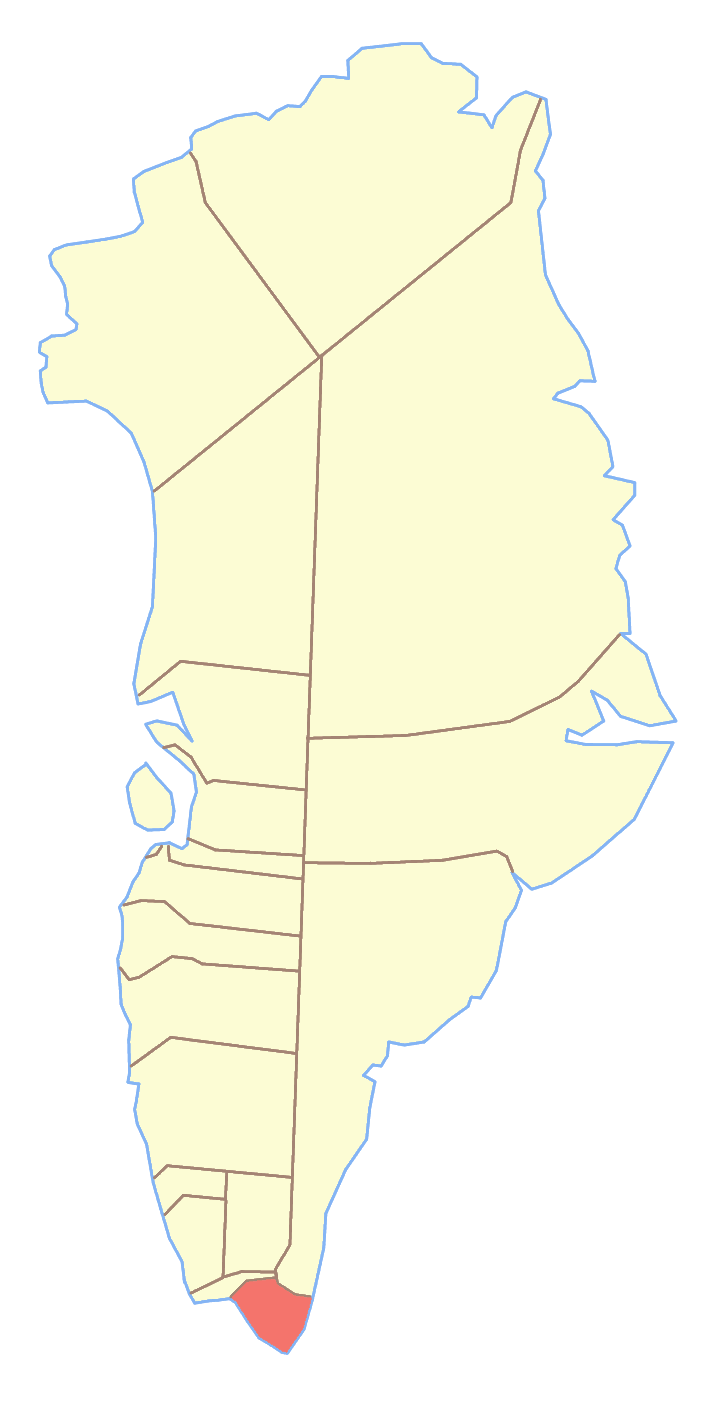
Ex comune di Nanortalik, dove si trovava il Monte Puilasorsuit

Il monte Puilasorsuit (groenlandese: Puilasorsuit Qaqqaat) è una montagna della Groenlandia di 1071 m. Si trova a 60°24'N 44°51'O; appartiene al comune di Kujalleq.